# Kurso de Esperanto
Kurso de Esperanto — открытая и свободно распространяемая программа, представляющая собой курс обучения эсперанто из 12 уроков. Курс предназначен специально для начинающих, которые, благодаря использованию электронного обучения, смогут освоить основы эсперанто за две недели.
Программа использует аудиотесты по всем используемым словам для тренировки произношения и понимания на слух. Пользователь может записать свой эсперанто на микрофон и сравнить его с имеющимися образцами, в том числе и песнями.
В конце каждого урока и для сертификации всего курса эсперанто, пользователь может пройти тестирование и воспользоваться специальной возможностью данного курса: тесты можно бесплатно отправить на проверку. Сервис проверки поддерживается волонтёрами эсперанто-движения, в том числе Германской организацией эсперанто-молодёжи.
Kurso de Esperanto основан на 10-часовом курсе, разработанном Обществом эсперанто Квебека, и некоторых других курсах, а также на Plena Manlibro de Esperanta Gramatiko.
Программа работает на macOS, Windows и различных дистрибутивах Linux. На данный момент последней версией является 4.1.2 (февраль 2013).
Kurso de Esperanto уже переведён на более, чем 23 языка, и это количество растёт благодаря волонтёрам. Процессу перевода помогает программа под названием tradukilo Архивная копия от 1 мая 2017 на Wayback Machine, также доступная для свободного скачивания.